# شلنس
شلنس (به انگلیسی: Shellness) روستایی کوچک و ساحلی در جنوب شهرک لیدزداون آن سی ، استان کنت ، انگلستان قرار دارد . از جاذبه‌های توریستی شلنس می‌توان به زمین تنیس و پلاژ برهنگی آن اشاره کرد . 